# Експедиція Філарета Колесси на Наддніпрянську Україну

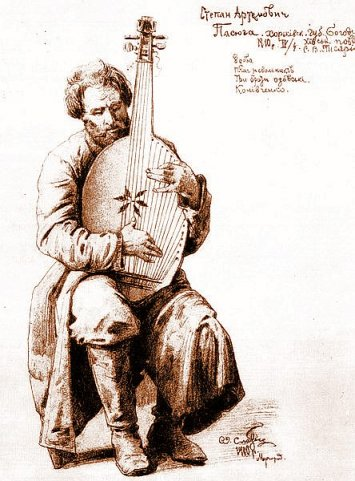
Кобзар Степан Пасюга, малюнок Опанаса Сластьона.

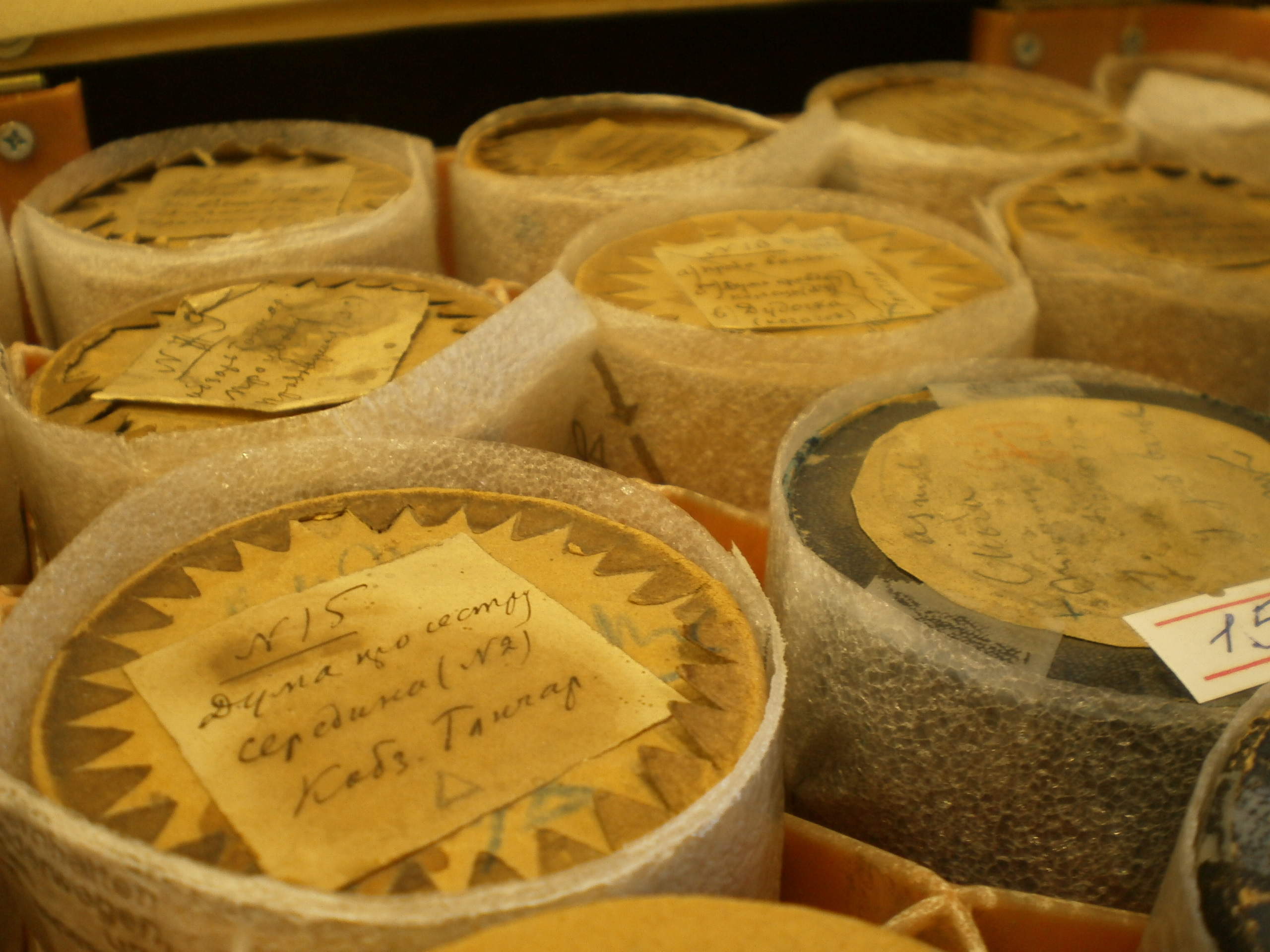
Фоновалики зі звукозаписами, створеними в рамках експедиції.

Експедиція Філарета Колесси на Наддніпрянську Україну  1908 року була здійснена задля збереження традиційного кобзарського та лірницького репертуару. Її організаторами стало подружжя Лесі Українки та Климента Квітки, активну участь у підготовці та здійсненні задуму взяв Опанас Сластьон. Засадничою ціллю експедиції, за задумом ініціаторів проекту, мала була публікація мелодій традиційного кобзарсько-лірницького репертуару, фонографування ж якнайкраще мало б у цьому допомогти. Для фонографування репертуару українських рапсодів Опанас Сластьон запросив до Миргороду найкращих виконавців народної епіки: кобзаря Михайла Кравченка, співців дум Миколу Дубину та Явдоху Пилипенко, лірника Антона Скобу

## Передісторія
На початку XX століття питання збереження кобзарсько-лірницького репертуару обговорювалося досить жваво. Важливо було це зробити не тільки з огляду на те, що більшість виконавців були уже в поважному віці, а й через те, що поширювалося концертне виконавство на бандурі, витісняючи традиційне.
1903 року, з ініціативи Гната Хоткевича та за підтримки Опанаса Сластьона та Олександра Бородая була здійснена спроба записати репертуар кобзарів на фонографічні валики. Для цього було придбано кілька фонографів. Та, на жаль, в силу різних обставин, праця швидко припинилася.

## Експедиція
Розуміючи вагомість питання, Леся Українка та Климент Квітка вирішують самостійно організувати та профінансувати етнографічну поїздку, під час якої зібрати і записати музичний матеріал кобзарської традиції (оскільки літературний елемент дум та історичних пісень був не такий складний, як музичний, проблема і завдання полягали якраз в тому, щоб зберегти музичний елемент, а також, за можливості, манеру співу). При тому, Леся Українка не признавалася, що кошти, які вони з Квіткою пожертвували на цю справу, були їхніми власними. Вона казала, що пожертва надійшла від якогось «любителя народньої старовини». Тільки у 1927 р. з'ясувалося, що спонсором була сама Леся Українка. В організації проекту активну участь брав також Опанас Сластьон, який, до слова, активно переконував Климента Квітку у важливості використання фонографа.
Ініціатори проекту одразу ж взялися активно шукати музиканта-етнографа, який би взявся до цієї роботи, оскільки йшлося не тільки про запис на носії, а й про подальшу транскрипцію матеріалу на ноти. Початково, Климент Квітка звернувся до Станіслава Людкевича, оскільки дуже цінував кваліфікацію його етнографічної діяльності. Проте, не отримавши ствердної відповіді, продовжив пошуки, звернувшись до Музично-етнографічної комісії при Московському товаристві любителів природознавства, географії й антропології та до Етнографічної комісії Наукового товариства імені Шевченка у Львові. В результаті було вирішено, що справою займатиметься Філарет Колесса, член Етнографічної комісії Наукового товариства імені Шевченка у Львові.
Планувалося, що Колесса зможе здійснити мандрівку селами Лівобережної України, де самостійно знаходив би виконавців, але офіційна влада не дала дозволу на такий вид діяльності, з самого початку унеможлививши здійснення такої ідеї. Тому два тижні свого перебування у Наддніпрянській Україні Філарет Колесса провів у Миргороді. Протягом цього часу він транскрибував записи, зроблені Опанасом Сластьоном кількома роками раніше (записи Миколи Кравченка, Платона Кравченка, Опанаса Савченка (Баря)), а також здійснив записи виконавців, що приїхали у Миргород на запрошення Сластьона. Дві думи («Про удову» та «Плач невольників») були записані у виконанні самого Сластьона.

## Продовження праці після завершення експедиції
Оскільки через заборону етнографічної діяльності Колесси на Наддніпрянській Україні дослідникові не вдалося записати все, що вартувало уваги, виникала потреба продовжувати працю. Основною проблемою була відсутність коштів. Проте, завдяки усвідомленню важливості питання та непогамовному ентузіазму подружжя Квіток та Сластьона вдалося записати ще чимало зразків.
Близько сорока фонографічних валиків списав Опанас Сластіон. Він зафіксував виконання кобзарів Степана Пасюги, Петра Древченка, Івана Кучеренка, лірників Івана Скубія, Семена Говтваня, співців-сліпців Остапа Кального й Олександра Гришка. Також Сластьон записав пісні зі свого репертуару. Усі рекордовані валики він передав Філарету Колессі до Львова.
Леся Українка долучилася до процесу фонографування, записавши три думи, інструментальний супровід до дум та інструментальну музику з репертуару кобзаря Гната Гончаренка. Ці записи також були відіслані Філарету Колессі для подальшої транскрипції.
Результати експедиції були оприлюднені на Науковому конгресі Інтернаціонального Музичного Товариства у Відні у травні 1909 року. Колесса виступив із рефератом, який був проілюстрований записами з фонографічних валиків. Робота етнографа викликала величезне зацікавлення та жваве обговорення.
Результат п’ятирічної праці Філарета Колесси — весь записаний та транскрибований матеріал, був виданий двома томами (XIII та XIV) Матеріалів до української етнології ЕК НТШ у 1910 та 1913 роках відповідно.